# 28. Jun (ONG)
28. Jun es una organización no gubernamental comenzada por el músico serbio Filip Filipi. Filipi comenzó 28. Jun a mediados de 2010 como una organización política, social y filantrópica para los serbios en la diaspora. La organización recibe su nombre en honor de la Batalla de Kosovo en 1389 y Vidovdan. Alcanzó la fama en junio de 2011 cuando la presentadora de televisión americana Chelsea Handler faltó públicamente al respeto al pueblo serbio en su programa Chelsea Lately. Como resultado de esto la organización recibió atención masiva en los medios americanos, con multitud de gente proponiendo el boicot de su programa y patrocinadores hasta que se disculpase. En 2012, se recolectó una cantidad cercana al millón y medio de dólares para facilitar material al centro médico en Gračanica, Kosovo. Los suministros se emplearon para ayudar a los serbios de Kosovo al sur del Río Ibar